# Atractomorpha psittacina
Atractomorpha psittacina är en insektsart som först beskrevs av Wilhem de Haan 1842.  Atractomorpha psittacina ingår i släktet Atractomorpha och familjen Pyrgomorphidae.

## Underarter
Arten delas in i följande underarter:
- A. p. psittacina
- A. p. affinis